# Liste der Nationalparks in Peru

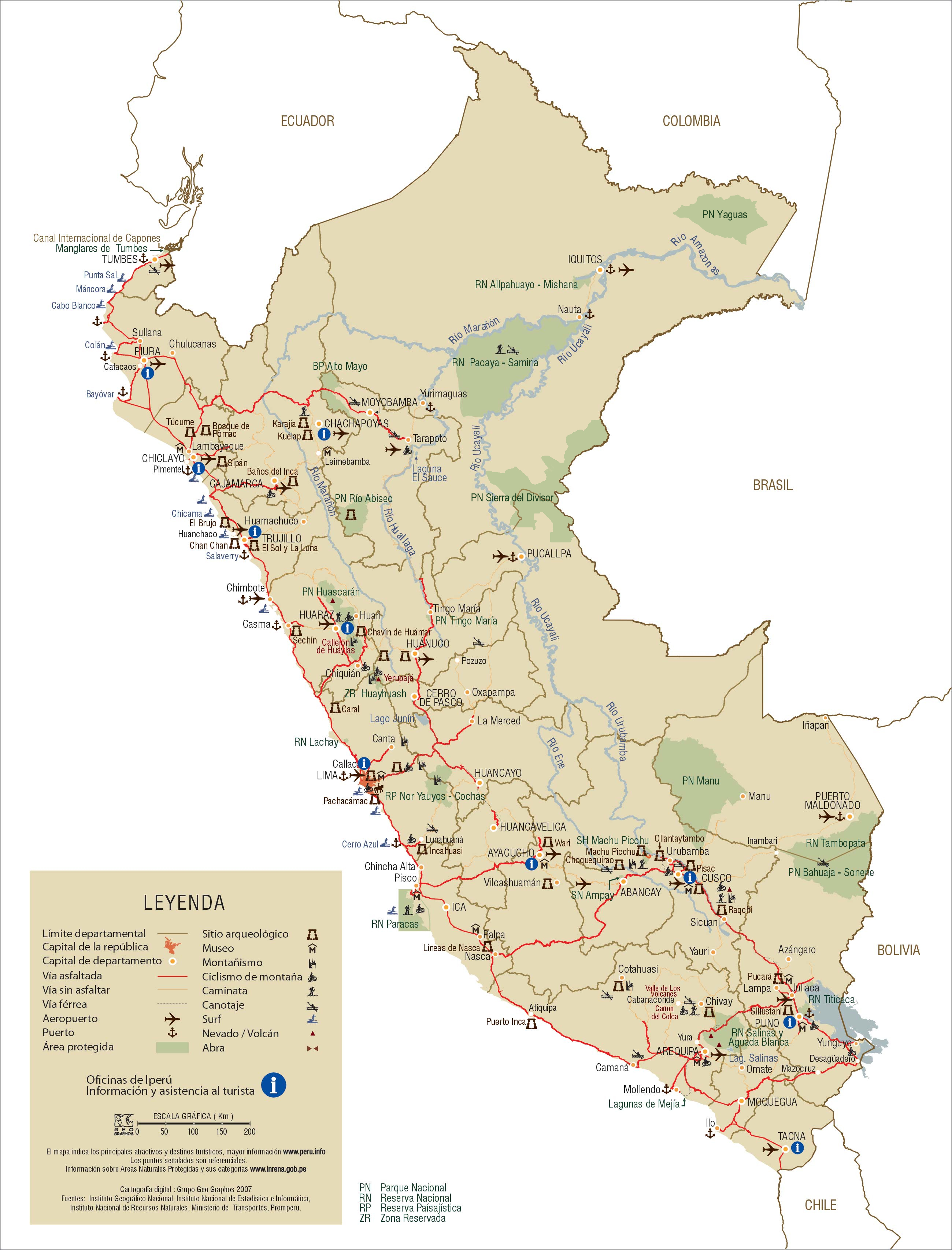
Nationalparks (PN) und andere Schutzgebiete in Peru

Peru hat 15 ausgewiesene Nationalparks. Diese werden von der Servicio Nacional de Areas Naturales Protegidas por el Estado SERNANP (Nationalagentur für die den Schutz und die Erhaltung der Naturgebiete) betreut.
Ihre Gesamtfläche von 103.941,60 km² entspricht etwa 8 % der Landesfläche (2018).
| Nummer | Bezeichnung                                        | Datum der Ausweisung | Datum der Anpassung | Region                                  | Fläche in ha |
| ------ | -------------------------------------------------- | -------------------- | ------------------- | --------------------------------------- | ------------ |
| PN 01  | Nationalpark Cutervo                               | 08.09.1961           | 03.08.2006          | Cajamarca                               | 8.214,23     |
| PN 02  | Nationalpark Tingo María                           | 14.05.1965           |                     | Huánuco                                 | 4.777        |
| PN 03  | Nationalpark Manú                                  | 29.05.1973           | 11.07.2002          | Cusco und Madre de Dios                 | 1.716.295,22 |
| PN 04  | Nationalpark Huascarán                             | 01.07.1975           |                     | Ancash                                  | 340.000      |
| PN 05  | Nationalpark Cerros de Amotape                     | 22.07.1975           | 07.07.2006          | Tumbes und Piura                        | 151.561,27   |
| PN 06  | Nationalpark Río Abiseo                            | 11.08.1983           |                     | San Martín                              | 274.520      |
| PN 07  | Nationalpark Yanachaga Chemillén                   | 29.08.1986           |                     | Pasco                                   | 122.000      |
| PN 08  | Nationalpark Bahuaja Sonene                        | 17.07.1996           | 04.09.2000          | Madre de Dios und Puno                  | 1.091.416    |
| PN 09  | Nationalpark Cordillera Azul                       | 21.05.2001           |                     | San Martín, Loreto, Ucayali und Huánuco | 1.353.190,85 |
| PN 10  | Nationalpark Otishi                                | 14.01.2003           | 30.05.2003          | Junín und Cusco                         | 305.973,05   |
| PN 11  | Nationalpark Alto Purús                            | 18.11.2004           |                     | Ucayali und Madre de Dios               | 2.510.694,41 |
| PN 12  | Nationalpark Ichigkat Muja – Cordillera del Cóndor | 09.08.2007           |                     | Amazonas                                | 88.477       |
| PN 13  | Nationalpark Güeppí Sekime                         | 25.10.2012           |                     | Loreto                                  | 203.628,51   |
| PN 14  | Nationalpark Sierra del Divisor                    | 08.11.2015           |                     | Loreto und Ucayali                      | 1.354.485,10 |
| PN 15  | Nationalpark Yaguas                                | 10.01.2018           |                     | Loreto                                  | 868.927,57   |

## Quelle
- SINANPE: Áreas Naturales Protegidas (Memento vom 24. April 2012 im Internet Archive) (PDF; 121 kB) vom 26. Oktober 2012.